# Saint-Baudel
Saint-Baudel est une commune française située dans le département du Cher en région Centre-Val de Loire.

## Géographie
Le territoire communal est arrosé par la rivière Arnon.

### Climat
Pour des articles plus généraux, voir Climat du Centre-Val de Loire et Climat du Cher.
En 2010, le climat de la commune est de type climat océanique dégradé des plaines du Centre et du Nord, selon une étude du CNRS s'appuyant sur une série de données couvrant la période 1971-2000. En 2020, Météo-France publie une typologie des climats de la France métropolitaine dans laquelle la commune est exposée à un climat océanique altéré et est dans une zone de transition entre les régions climatiques « Centre et contreforts nord du Massif Central » et « Ouest et nord-ouest du Massif Central ». 
Pour la période 1971-2000, la température annuelle moyenne est de 11,7 °C, avec une amplitude thermique annuelle de 15,8 °C. Le cumul annuel moyen de précipitations est de 769 mm, avec 11,4 jours de précipitations en janvier et 7,2 jours en juillet. Pour la période 1991-2020, la température moyenne annuelle observée sur la station météorologique la plus proche, située sur la commune de Lignières à 10 km à vol d'oiseau, est de 12,2 °C et le cumul annuel moyen de précipitations est de 774,6 mm,. Pour l'avenir, les paramètres climatiques de la commune estimés pour 2050 selon différents scénarios d'émission de gaz à effet de serre sont consultables sur un site dédié publié par Météo-France en novembre 2022.

## Urbanisme

### Typologie
Au 1er janvier 2024, Saint-Baudel est catégorisée commune rurale à habitat dispersé, selon la nouvelle grille communale de densité à 7 niveaux définie par l'Insee en 2022.
Elle est située hors unité urbaine et hors attraction des villes,.

### Occupation des sols
L'occupation des sols de la commune, telle qu'elle ressort de la base de données européenne d’occupation biophysique des sols Corine Land Cover (CLC), est marquée par l'importance des territoires agricoles (59,6 % en 2018), une proportion sensiblement équivalente à celle de 1990 (59,4 %). La répartition détaillée en 2018 est la suivante : 
terres arables (52,9 %), forêts (39,4 %), prairies (5,8 %), zones urbanisées (1 %), zones agricoles hétérogènes (0,9 %).
L'évolution de l’occupation des sols de la commune et de ses infrastructures peut être observée sur les différentes représentations cartographiques du territoire : la carte de Cassini (XVIIIe siècle), la carte d'état-major (1820-1866) et les cartes ou photos aériennes de l'IGN pour la période actuelle (1950 à aujourd'hui).

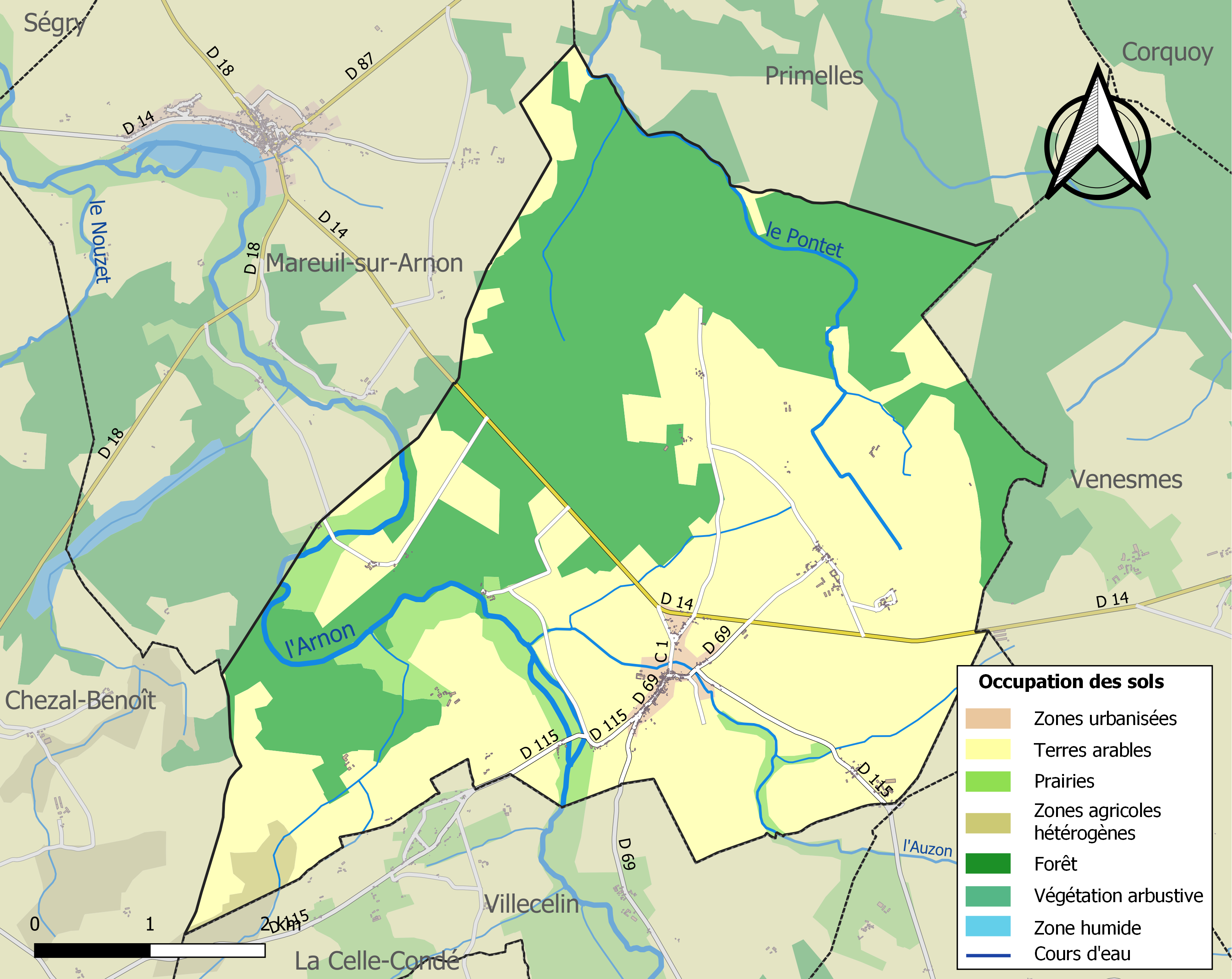
Carte des infrastructures et de l'occupation des sols de la commune en 2018 (CLC).

### Risques majeurs
Le territoire de la commune de Saint-Baudel est vulnérable à différents aléas naturels : météorologiques (tempête, orage, neige, grand froid, canicule ou sécheresse), inondations, mouvements de terrains et séisme (sismicité faible). Un site publié par le BRGM permet d'évaluer simplement et rapidement les risques d'un bien localisé soit par son adresse soit par le numéro de sa parcelle.
Certaines parties du territoire communal sont susceptibles d’être affectées par le risque d’inondation par débordement de cours d'eau, notamment l'Arnon et le Pontet. La commune a été reconnue en état de catastrophe naturelle au titre des dommages causés par les inondations et coulées de boue survenues en 1982 et 1999,.

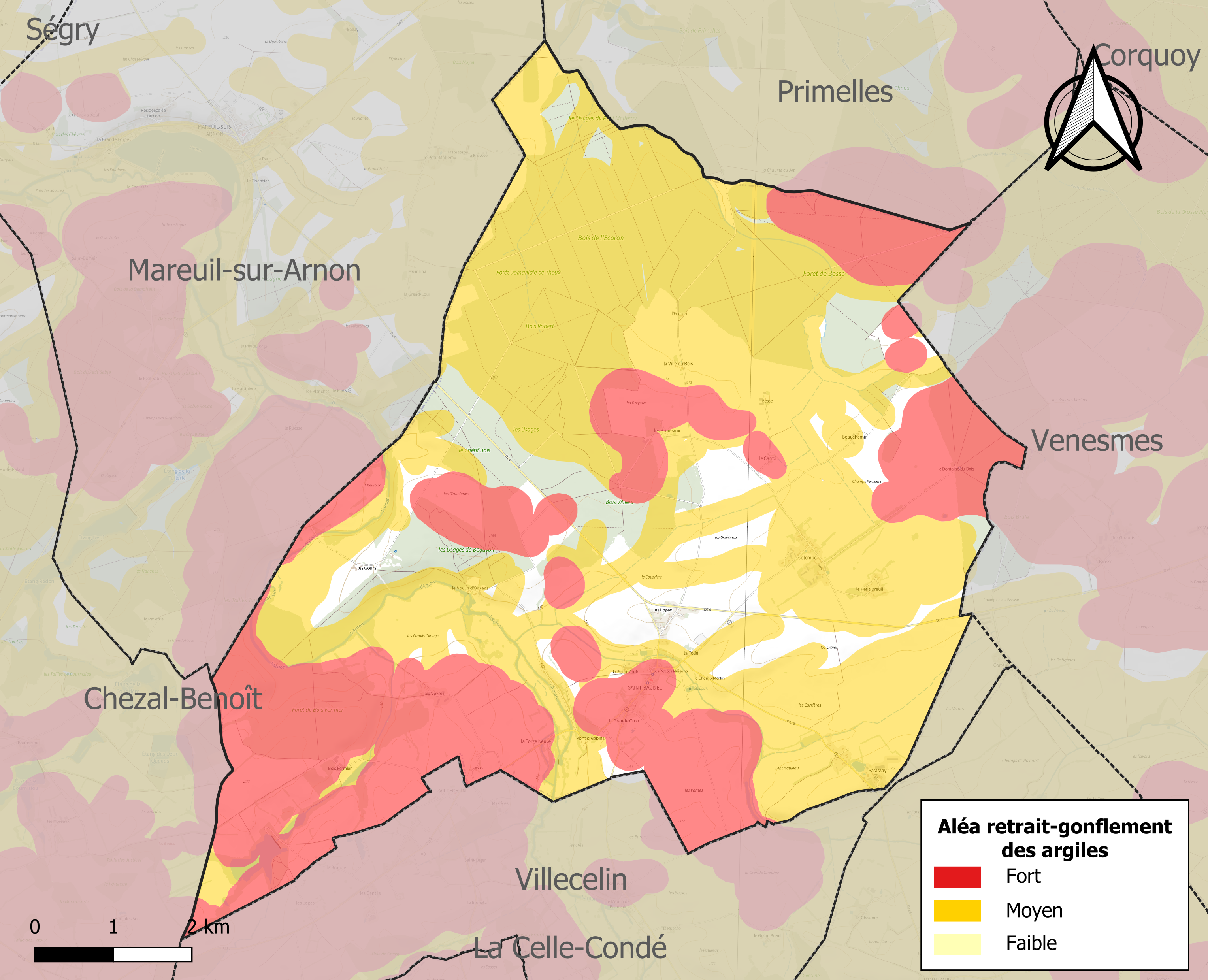
Carte des zones d'aléa retrait-gonflement des sols argileux de Saint-Baudel.

La commune est vulnérable au risque de mouvements de terrains constitué principalement du retrait-gonflement des sols argileux. Cet aléa est susceptible d'engendrer des dommages importants aux bâtiments en cas d’alternance de périodes de sécheresse et de pluie. 87,3 % de la superficie communale est en aléa moyen ou fort (90 % au niveau départemental et 48,5 % au niveau national). Sur les 217 bâtiments dénombrés sur la commune en 2019, 190 sont en aléa moyen ou fort, soit 88 %, à comparer aux 83 % au niveau départemental et 54 % au niveau national. Une cartographie de l'exposition du territoire national au retrait gonflement des sols argileux est disponible sur le site du BRGM,.
Concernant les mouvements de terrains, la commune a été reconnue en état de catastrophe naturelle au titre des dommages causés par la sécheresse en 1989, 2018 et 2019 et par des mouvements de terrain en 1999.

## Toponymie
Saint Baudel : Variante : saint Baudère, saint Bouize.
Sanctus Baudelius ou Baudilius. Germanique baldo = audacieux et suffixe latin ius pour former les noms.
Né à Orléans, martyr à Nîmes, IIIe siècle. Acta Sanctorum, mai, V, 194. Fête : 20 mai.

## Histoire
La communauté de Saint-Baudel échappe à la crise démographique qui touche l’élection d’Issoudun au début du XVIIIe siècle, puisqu’elle passe de 72 feux en 1709 à 84 en 1726.
Au cours de la Révolution française, la commune porta provisoirement le nom de Beau-Libre.
Saint-Baudel disposait d'une gare opérationnelle en 1907 sur la ligne à voie métrique de Saint-Florent-sur-Cher à Marçais, longue de 51 km et exploitée par le réseau du Cher. Elle sera fermée le 1er juillet 1951.

## Politique et administration
| Période                                  | Période   | Identité                           | Étiquette | Qualité                                                   |
| ---------------------------------------- | --------- | ---------------------------------- | --------- | --------------------------------------------------------- |
| Les données manquantes sont à compléter. |           |                                    |           |                                                           |
| 1833                                     | ?         | François Lazare Seine Vaillant     |           |                                                           |
| avant 1962                               | ?         | Lucien Genneteau                   | PCF       | Commerçant                                                |
| mars 2001                                | mars 2014 | Roger Carteron                     |           |                                                           |
| mars 2014                                | En cours  | Fabienne Pinczon Du Sel-Guibouret, |           | Profession intermédiaire de la santé et du travail social |

## Démographie
L'évolution du nombre d'habitants est connue à travers les recensements de la population effectués dans la commune depuis 1793. Pour les communes de moins de 10 000 habitants, une enquête de recensement portant sur toute la population est réalisée tous les cinq ans, les populations de référence des années intermédiaires étant quant à elles estimées par interpolation ou extrapolation. Pour la commune, le premier recensement exhaustif entrant dans le cadre du nouveau dispositif a été réalisé en 2008.

En 2022, la commune comptait 251 habitants, en évolution de +1,21 % par rapport à 2016 (Cher : −2,48 %, France hors Mayotte : +2,11 %).
| 1793 | 1800 | 1806 | 1821 | 1831 | 1836 | 1841 | 1846 | 1851 |
| ---- | ---- | ---- | ---- | ---- | ---- | ---- | ---- | ---- |
| 575  | 529  | 610  | 829  | 837  | 919  | 846  | 937  | 911  |

| 1856 | 1861 | 1866  | 1872 | 1876 | 1881 | 1886 | 1891 | 1896 |
| ---- | ---- | ----- | ---- | ---- | ---- | ---- | ---- | ---- |
| 962  | 979  | 1 081 | 867  | 928  | 936  | 923  | 964  | 926  |

| 1901 | 1906 | 1911 | 1921 | 1926 | 1931 | 1936 | 1946 | 1954 |
| ---- | ---- | ---- | ---- | ---- | ---- | ---- | ---- | ---- |
| 949  | 884  | 832  | 662  | 685  | 615  | 529  | 508  | 449  |

| 1962 | 1968 | 1975 | 1982 | 1990 | 1999 | 2006 | 2008 | 2013 |
| ---- | ---- | ---- | ---- | ---- | ---- | ---- | ---- | ---- |
| 414  | 385  | 347  | 310  | 263  | 248  | 285  | 296  | 254  |

| 2018 | 2022 | - | - | - | - | - | - | - |
| ---- | ---- | - | - | - | - | - | - | - |
| 252  | 251  | - | - | - | - | - | - | - |

## Culture locale et patrimoine

### Lieux et monuments
- Église Saint-Baudel, initiée au XIe siècle, elle est partiellement inscrite à l'inventaire supplémentaire des monuments historiques. Elle est ornée de vitraux contemporains dus à Jean Mauret.
- La ferme de la Petite-Croix, datant du XVIIIe siècle. Le premier propriétaire de cet important corps de bâtiment est Pierre Richard[28].

### Personnalités liées à la commune
- Claude Richard (1918-1998), acteur, y est né.